# Patricia Frantz Kery
Patricia Frantz Kery (* im 20. Jahrhundert) ist eine US-amerikanische Journalistin, Galeristin und Sachbuchautorin.

## Leben und Werk
Patricia Frantz Kerys Lebensdaten werden in der Literatur nicht genannt. Sie studierte Journalismus und betrieb später eine Galerie in New York City, mit der sie sich auf Grafiken und Gemälde des späten 19. und frühen 20. Jahrhunderts spezialisierte. Sie ist Autorin zweier Bücher:
- Great magazine covers of the world. Abbeville Press, New York 1982, ISBN 978-0-89659-225-4.[3][4]
- Mit Marshall Lee (Hrsg.): Art Deco Graphics. Harry N. Abrams, New York 1986, ISBN 978-0-8109-1853-5.[5]

In deutscher Sprache: Art Deco Druckgraphik. Übersetzt von Georg G. Meerwein und Wolfgang Prall, Propyläen Verlag, Berlin 1986, ISBN 978-3-549-05584-7. Das Buch erschien ebenso in französischer und italienischer Sprache.